# Лурье, Абрам Семёнович
Абрам Семёнович Лурье (16 июля 1921, Витебск, Белорусская ССР — 24 июля 2009, Москва, Россия) — советский и российский педагог и лингвист, специалист в области использования технических средств при обучении иностранных языков, преподаватель немецкого языка, переводчик, кандидат педагогических наук, профессор, участник Великой Отечественной войны.
Создатель и научный руководитель отдела технических средств обучения (ТСО) на кафедре лексикологии и стилистики немецкого языка факультета немецкого языка Московского государственного лингвистического университета (МГЛУ). Автор более 60 научных публикаций по использованию ТСО в учебном процессе на русском и немецком языках. Преподаватель немецкого языка у студентов очного и заочного отделений МГЛУ, студентов факультета повышения квалификации преподавателей МГЛУ.

## Биография
1921-1939
16 июля 1921 г. родился в г. Витебск Белорусской ССР.
Отец — Семён Абрамович Лурье, бухгалтер. Мать — Цива Хая Абрамовна Лурье (урождённая Фогельсон), фельдшер.
В конце 20-х годов семья переехала в Москву. C 1 по 4 класс учился в 169 школе, затем с 5 по 10 класс в 636 школе. В годы учёбы был председателем Совета учащихся и занимался взаимодействием с Художественным театром, который шефствовал над школой. С отличием окончил школу и поступил в МЭИ.
1939-1941

Сразу после поступления в институт был призван на срочную службу в Красную армию. Служил в конной артиллерии (специальность — радист), военная часть № 4711 располагалась недалеко от г. Боровичи Новгородской обл. После демобилизации в 1941 г. был призван на фронт Великой Отечественной войны. 
1941-1945

Старший лейтенант А. С. Лурье (18 мая 1945 г.)

С июня по июль 1941 г. проходил подготовку на Военном факультете 2-го Московского института иностранных языков в качестве переводчика с немецкого языка. Изначально планировалась отправка А. С. Лурье во составе диверсионной группы в тыл немецкой армии. Однако при переправке группы в июле 1941 г. на линии фронта был переведен переводчиком в состав 20-й армии (153 дивизия). Во время отступления 20-й армии летом и осенью 1941 г. несколько раз выходил из окружения и дошёл до Москвы. Вернулся на фронт уже в составе 10-й армии Западного фронта.
В ходе войны работал переводчиком с немецкого языка в отделе контрразведки «СМЕРШ» в штабах армий Западного фронта, которые в 1944 г. были объединены во 2-й Белорусский фронт. За успешную работу был удостоен ряда наград, в том числе орденов Красной Звезды и Отечественной Войны II степени, медали «За боевые заслуги». С мая 1944 занимал должность оперуполномоченного, а затем старшего оперуполномоченного Управления контрразведки. Закончил войну в звании старшего лейтенанта. После окончания войны и до мая 1946 г. служил в Германии, занимаясь переводами с немецкого (с декабря 1945 г. — в Северной группе войск).
1946
Присвоено звание капитана. Вернулся в СССР и поступил в Военный институт иностранных языков (ВИИЯ).
1949 — 1954
В 1949 г. с отличием окончил ВИИЯ по специальности «преподаватель иностранного языка» (квалификация «преподаватель немецкого языка высшей и средней школы»).
В этом же году женился на Вере Александровне Матвеевой, юристе из Москвы, с которой прожил в браке неполных 60 лет до самой смерти.
В связи с начавшейся в стране кампанией по «борьбе с космополитизмом» после ВУЗа был распределён преподавателем немецкого языка в летное училище близ г. Энгельс (в/ч 74364).
В 1951 г. родился сын Валентин Лурье. В том же году отличием окончил факультет заочного обучения ВИИЯ по специальности «Переводчик первого разряда по английскому языку».

В 1953 году был переведен преподавателем немецкого в Кавказское краснознаменнок суворовское офицерское училище (г. Дзауджикау-Орджоникидзе-Владикавказ), где проработал год. 
1955

Доцент А. С. Лурье

Уволился с военной службы в звании майора. Начал работу в качестве преподавателя в 1-м Московском государственном педагогическом институте иностранных языков (МГПИИЯ им. М. Тореза, сейчас — МГЛУ), где проработал более 53 лет (до декабря 2008 г.). В то время в руководстве МГПИИЯ была Мария Кузьминична Бородулина, которая приняла решение о принятии на работу преподавателя с «пятым пунктом». Впоследствии они активно сотрудничали, написали книгу и были друзьями.
1958-1960
Занимал должность заместителя декана факультета немецкого языка МГИИЯ им. М. Тореза.
1967
Возглавил Отдел технических средств обучения МГИИЯ, руководил которым до середины 2000-х гг. уже в составе МГЛУ; начал работу в должности доцента.
1968
Защитил кандидатскую диссертацию на соискание учёной степени кандидата педагогических наук. Тема «Методические основы использования технических средств при обучении иноязычной лексике (в условиях языкового вуза)».
1969
Получил учёное звание Доцента по кафедре лексикологии и стилистики немецкого языка.
1978, 1982
Переводчик на VI и VII международных музыкальных конкурсах им. Чайковского.
1990
Присвоено учёное звание Профессора по кафедре лексикологии и стилистики немецкого языка.
1992-1995
Состоял в редакционной коллегии Ежегодника Das Wort, выпускаемого под эгидой DAAD.
2008
По окончании осеннего семестра закончил вести занятия для студентов.
2009
24 июля умер от рака крови после повторной госпитализации в Национальный медико-хирургический центр им. Пирогова.

## Научная работа
С 1955 г. вёл научно-методическую работу в тогда еще новой области методики применения технических средств (ТСО) и программированного обучения в учебном процессе по иностранным языкам. В конце 50-х — начале 60-х гг. выступал с докладами на всесоюзных и межвузовских конференциях, посвященных этой проблематике. Некоторые из докладов, в частности о применении средств статической проекции и магнитофона в обучении устной иноязычной речи, были позднее опубликованы в сборниках АПН РСФСР. Отдельно занимался анализом зарубежного опыта внедрения ТСО (публикации в журнале «Иностранные языки в школе» (в 1961, 1964, 1967 гг.)).
В 60-х гг. участвовал в разработке вопросов создания и эффективного использования фоно-материалов для обучения лексическому аспекту иностранного языка. Результаты отражены в статьях ведущих специализированных изданий: «Вестник высшей школы» (№ 3/1963), «Иностранные языки в школе» (№ 4/1967) и методическом сборнике издательства «Высшая школа» «Иностранные языки в высшей школе» (№ 1/1965, 3/1966, 4/1968).
В этот же период выступил соавтором учебника немецкого языка для 2-го курса факультетов и институтов иностранных языков (1967 г.), который использовался в учебном процессе до конца 80-х гг. А. С. Лурье включил в учебник ряд новых видов упражнений, основанных на использовании фоно-материалов, главным образом для самостоятельной работы студентов.
Кандидатская диссертации Лурье также была посвящена проблемам применения современных технических средств в обучении иноязычной лексике. Результаты были использованы при разработке ряда учебных пособий на кафедре лексикологии и стилистики немецкого языка МГИИЯ: «Программированные магнитофонные упражнения по лексике немецкого языка: пособие для преподавателей» (М., 1972); «Задания по лексике немецкого языка для работы в электронном классе (для 2 курса)» (М., 1977); «Лабораторные задания по общественно-политической лексике для работы в электронном классе на 4 и 5 курсе» (М., 1977); «Лабораторные задания для работы с учебными кинофильмами на немецком языке» (М.,1979), «Методические указания к темам 2-го курса по практике устной речи с использованием ТСО» (М. 1981).
Результаты исследований были также отражены в базовом учебнике «Обучение иностранному языку как специальности (немецкий язык)», который подготовил коллектив факультета немецкого языка при участии А. С. Лурье (главы V (ч. I) и III (ч. II). Учебник выдержал два издания — в 1975 и 1982 гг. Лурье публиковался не только в СССР, но и в ГДР: в журнале «Deutsch als Fremdsprache» № 1/1971, 1/1974, 4/1975) и в изданных Институтом им. Гердера Лейпцигского университета им. К. Маркса сборниках «Probleme des Deutschunettichts für Fortgeschrittene», Verlag Enzyklopädie, Leipzig, 1977; «25 Jahre Germanistikstudium im Herder-Institut», Leipzig, 1982) (подробнее см. Публикации).
Этим же вопросам были посвящены доклады на конгрессах Международной ассоциации преподавателей немецкого языка (МАПНЯ, с 1997 г. АГПНЯ, нем. Internationale Deutschlehrertagung (IDT)): на VI-м конгрессе в г. Нюрнберге (ФРГ) в 1980 г., где доцент Лурье был сопредседателем секции ТСО, и на VII конгрессе в г. Будапеште в 1983 г., а также публикации в различных изданиях МАПНЯ.
В начале 80-х гг. участвовал в составе авторского коллектива методистов из МГИИЯ и Берлинского университета им. Гумбольдта в подготовке к изданию в Москве и Берлине немецко-русского и русско-немецкого словарей минимумов методических терминов, где А. С. Лурье была обработана терминология, относящаяся к методике использования ТСО.
В 80-х годах в связи с широким внедрением телевидения в учебный процесс по иностранным языкам в МГИИЯ им. М. Тореза и других вузах страны А. С. Лурье стал разрабатывать данную тематику. Так в 1980—1984 гг. являлся руководителем научно-исследовательской темы по линии МВ и ССО СССР «Использование телевидения для совершенствования профессионально-педагогической подготовки студентов». Итоги разработки данной темы были опубликованы в Сборнике научных трудов МГИИЯ им. М. Тореза, вып. 241 (М., 1984). А. С. Лурье выступил ответственным редактором сборника. Помимо теоретических работ, занимался практикой и подготовкой методических материалов: участие в съемках, монтаже и отборе учебных видеозаписей, составление и редактирование методических пособий. В 1988 г. под его редакцией вышли «Методические указания к учебным телефильмам по практике устной и письменной речи», ч. I и II).

В 1983—1984 гг. руководил хоздоговорной темой с производственным объединением «Эльфа» (г. Вильнюс) по разработке и обоснованию методико-технических требований к лингафонному оборудованию для самостоятельной работы студентов по иностранному языку. Также в начале 80-х гг. принимал участие в разработке требований к комплектам лингафонного оборудования, предназначенным для аудиторной работы студентов по иностранному языку, участвовал в качестве докладчика в совещании-семинаре по этому вопросу, проводившемся в 1982 г. Минвузом СССР.

Профессор А. С. Лурье со студентами МГПИИЯ

С 1986 г. по 1990 являлся одним из руководителей научно-исследовательской темы «Комплексное использование ТСО в профессионально-педагогической подготовке преподавателей иностранных языков», включенной в тот период в координационный план важнейших исследований Академии педагогических наук СССР. По данной проблеме подготовил доклад на VIII-м конгрессе Международной ассоциации преподавателей немецкого языка в Берне в 1986 г. и статью в специальный сборник научных трудов МГИИЯ им. М Тореза (М., 1990 г.).
Несколько работ и научных докладов Лурье были посвящены вопросам использования технических средств обучения различным видам речевой деятельности в неязыковых вузах и анализу имеющихся там учебных пособий:
- в 1984 г. выступил с докладом на Всесоюзной методической конференции по применению технических средств в неязыковых вузах,
- в 1987 г. в Сборнике научных трудов МГИИЯ им. М. Тореза (вып. 299) опубликовал статью «Учебные пособия с использованием технических средств в вузах неязыковых специальностей»,
- летом 1989 г. выступил на методической конференции в Берлинском университете им. Гумбольдта на тему «Самостоятельная работа студентов неязыковых вузов с аутентичными аудиотекстами» (Selbständige Arbeit mit authentischen Hörtexten in der Ausbildung von Nichtphilologen und Dolmetschern. Auditive und audiovisuelle Mittel im Hochschulfremdsprachenunterricht).

Помимо основной тематики неоднократно обращался в своей научно-исследовательской и методической работе к общим вопросам обучения лексике немецкого языка (особенно общественно-политической лексике) и ее лингвострановедческому аспекту. В 70-х- гг. в составе авторского коллектива преподавателей кафедры лексикологии и стилистики немецкого языка участвовал в создании пособий по общественно-политической лексике немецкого языка для студентов (изд. Высшая школа, 1-е изд. — 1975 г., 2-е исправленное изд.— 1978 г.), а в 1982 г. еще одного пособия в изд. «Высшая школа» по общественно-политической лексике немецкого языка для старших курсов институтов и факультетов иностранных языков. Постоянно принимал участие в создании текущих учебных и экзаменационных материалов и словарей-минимумов по общественно-политической тематике для студентов старших курсов факультета немецкого языка МГИИЯ им. М. Тореза.
Всего автор и соавтор более 60 работ на русском и немецком языках, а также ответственный редактор 3 выпусков научных трудов МГИИЯ им. М. Тореза.

### Организация научной деятельности по применению ТСО
С 1988 г. стал руководителем научно-методической комиссии по ТСО при Учебно-методическом объединении по иностранным языкам. В этой должности занимался координацией научно-исследовательской и научно-методической работы в области применения ТСО в вузах и организацией межвузовских совещаний по актуальным проблемам использования ТСО в обучении иностранным языкам. Только в 1989—1990 гг. были проведены шесть таких совещаний— при МГИИЯ им. М. Тореза и в Пятигорском ГПИИЯ, а также еще два в Ленинграде, Горьком и Киеве).
В течение более чем 20 лет возглавлял в Совет по ТСО в МГПИИЯ им. М. Тореза, являлся членом методической комиссии-института и Научно-методического совета по аудиовизуальным пособиям Гособразования СССР.
Неоднократно привлекался издательством «Высшая школа» в качестве научного редактора и рецензента различных монографий и пособий по тематике, связанной с применением технических средств в обучении иностранным языкам в вузах, редактировал перевод книги П. Костера «Обучение иностранному языку в языковой лаборатории» (М., Высшая школа, 1986). Кроме того регулярно рецензировал статьи по методике использования технических средств в обучении иностранным языкам в языковых и неязыковых вузах, опубликованные в методическом сборнике «Иностранные языки в высшей школе» (изд. «Высшая школа»).
В 1988 г. был рецензентом и участвовал в редактировании Сборника научных трудов Московского Государственного института международных отношений «Применение ТСО и интенсификация учебного процесса по иностранным языкам».
Выступал оппонентом по 8 кандидатским диссертациям, посвященным различным вопросам применения современных технических средств в обучении языковых в неязыковых вузах.

## Награды
- Орден Отечественной войны II степени (2 награды — 1945, 1985)
- Орден Красной Звезды (2 награды — 1943, 1954)
- Медаль "За боевые заслуги" (2 награды — 1942, 1949)
- Медаль "За оборону Москвы" (1 мая 1944 г.)
- Медаль «За победу над Германией в Великой Отечественной войне 1941—1945 гг.» (9 мая 1945 г.)[9]
- Медаль "За взятие Кёнигсберга" (9 июня 1945 г.)[10]
- Медаль «За освобождение Варшавы» (9 июня 1945 г.)[11]
- Медаль "Ветеран труда" (8 июля 1985 г.)
- Медаль Жукова (20 декабря 1995 г.)
- Нагрудный знак Почётный работник высшего профессионального образования Российской Федерации (8 декабря 2000 г.)

## Публикации

### Книги
- Бородулина М. К., Будих И. В., Ежевская С. В., Лурье А. С., Розенталь Э. Я. Учебник немецкого языка для II курса институтов и факультетов иностранных языков. — М.: Высшая школа, 1967. — 320 с. (2-е издание — 1982 г.)
- Бородулина М.К., Карлин А.Л., Лурье А.С., Минина Н.М. Основы обучения иностранному языку как специальности. — М.: Высшая школа, 1975. — 264 с. — 10 000 экз.
- Райхштейн А. Д., Лурье А. С., Маркина Л. Г., Соловьян В. А. Пособие по общественно-политической лексике немецкого языка: Для студентов курсов институтов и факультетов иностр. языков. — М.: Высш. школа, 1982. — 143 с. 3-е издание. (1-е издание — 1970 г., 2-е — 1978).

### Диссертация

Профессор А. С. Лурье

- Профессор А. С. ЛурьеЛурье, А. С. Методические основы использования технических средств при обучении иноязычной лексике: в условиях языкового вуза: диссертация … кандидата педагогических наук: 13.00.00. — Москва, 1968. — 331 с.

### Статьи (рус.)
1. Лурье А. С. Новые материалы о применении технических средств в преподавании иностранных языков за рубежом. Журнал «Иностранные языки в школе», 1961, № 3, с. 104—110. (изд. Просвещение).
2. Лурье А. С. Применение средств статической проекции при обучении устной и письменной речи на младших курсах языковых вузов. Сборник "Методика применения ТС в обучении языку. — М.: Изд. I МГПИИЯ, 1962.
3. Лурье А. С. Опыт комплексного применения технических средств при обучении устной речи на II курсе факультета немецкого языка. Сборник «Применение технических средств и программированного обучения в средней и высшей школе» АПН РСФСР, том II. — М., Изд. «Просвещение», 1963, с. 317—324.
4. Бородулина М. К., Лурье А. С. Упражнения, основанные на использовании технических средств. Вестник высшей школы,1963, № 6, с. 27-31.
5. Лурье А. С. Программированное пособие по иностранному языку. Журнал «Иностранные языки в школе», 1964, № 4, с. 61-64.
6. Лурье А. С., Райхштейн А. Д. Устные тренировочные упражнения по иностранному языку, проводимые с помощью технических средств. Иностранные языки в высшей школе, 1965, вып. 1, c. 5-16.
7. Лурье А. С. Проверка с помощью технических средств навыков употребления в устной речи изученного лексико-грамматического материала. Иностранные языки в высшей школе, 1966, вып. III, с. 44-53.
8. Лурье А. С. Некоторые вопросы создания программированных тренировочных упражнений в звукозаписи. Иностранные языки в высшей школе, 1966, № 5, с. 20-25.
9. Лурье А. С. О некоторых актуальных вопросах методики применения технических средств в обучении иностранным языкам. Иностранные языки в высшей школе, 1967, № 4, с. 82-87.
10. Карпов К. Б., Лапидус Б. А., Лурье А. С. О специфике применения программирования при обучении практическому владению иностранными языками. Иностранные языки в высшей школе, 1968, вып. 4, с.36-47.
11. Михайлова О. Э., Лурье А. С. Нужная книга по методике применения звукотехнических средств в обучении иностранным языкам. Иностранные языки в школе, 1972, № 2.
12. Карпов К. Б., Лурье А. С. Аудиовизуальные материалы по иностранным языкам — важное средство интеллектуального развития учащихся. Сборник «Методика преподавания иностранных языков в вузе». — М.: Изд. МГПИИЯ, 1973, том III, ч. 2.
13. Лурье А. С. Некоторые итоги и перспективы внедрения современных технических средств в обучении иностранным языкам в языковом вузе. Вопросы методики использования технических средств в обучении иностранным языкам в вузах (сборник научных трудов), 1979, вып. 144, с. 15-26.
14. Лурье А. С. Теория и практика применения ТСО в обучении иностранному языку. Иностранные языки в школе, 1981, № 1.
15. Лурье А. С. Учебные пособия с использованием технических средств в вузах неязыковых специальностей. В Сборнике научных трудов МГПИИЯ им. М. Тореза. — М.: Изд. МГПИИЯ, 1987, вып. 299.
16. Лурье А. С. Лингвострановедение и ТСО. Содержание и методы обучения иностранному языку как специальности (сборник научных трудов), 1989, вып. 326, с. 85-92.
17. Лурье А. С. О комплексном использовании технических средств при обучении иностранным языкам в языковых вузах. Комплексное применение технических средств при обучении иностранным языкам с целью интенсификации учебного процесса в языковых вузах (сборник научных трудов), 1991, вып. 385, с. 5-12.

### Статьи (нем.)
1. Lurje A.S., Reichstein A.D. Übungen für Fortgeschrittene im technischen Fremdsprachenkabinett (TFK). in: Deutsch als Fremdsprache, 1971, Heft 1, S. 35-43.
2. Lurye A.S. Zu einigen Problemen der Gestaltung von methodischaufbereiteten Sprachtonbändern. in: Deutsch als Fremdsprache, 1974, № 1.
3. Lurye A.S. Zu einigen Fragen des Einsatzes audiovisueller Mittel zur Entwicklung des Sprechens in der Deutschlehrerausbildung (an den Fremdsprachenschulen der SU). in: Deutsch als Fremdsprache, 1975, S. 213—216.
4. Lurje A.S. Zur Rolle der auditiven technischen Lehrmittel bei der Entwicklung des verstehenden Hören und Sprechens. Sammelband «Probleme des Deutschunterrichts für Fortgeschrittene». — Leipzig, 1977.
5. Lurje A.S. Technische Medien im Deutschunterricht in der UdSSR. In IDV-Rundbrief, № 26, Juli, 1980, S. 8-10.
6. Lurje A.S. Selbständige Arbeit mit authentischen Hörtexten in der Ausbildung von Nichtphilologen und Dolmetschern. Auditive und audiovisuelle Mittel im Hochschulfremdsprachenunterricht: (Werkstattbeiträge) / hrsg. von Wilhelma Liebenhagen. — Berlin: Humboldt-Univ., Sekt. Fremdsprachen, 1990, S. 23-27.
7. Lurje A.S. Methodische Potenzen verschiedener Arten von Videoaufzeichnungen. Medien aktuell, Nr. 2, Berlin, 1992, S. 12-16.
8. Lurje A.S. Untersuchungen zum Einsatz von technischen Lehr- und Lernmitteln im Deutsch als Fremdsprache. -Unterricht an sowjetischen Hochschulen. Germanistisches Jahrbuch «Das Wort», 1992, S. 394—397.
9. Lurje A.S. Bibliographie der von 1981—1993 in der UdSSR bzw. in den GUS-Staaten verteidigten Dissertationen und Habilitationen zur Methodik des Deutschunterrichts an Hochschulen. Germanistisches Jahrbuch «Das Wort», 1995, S. 256—261

### Доклады на конференциях

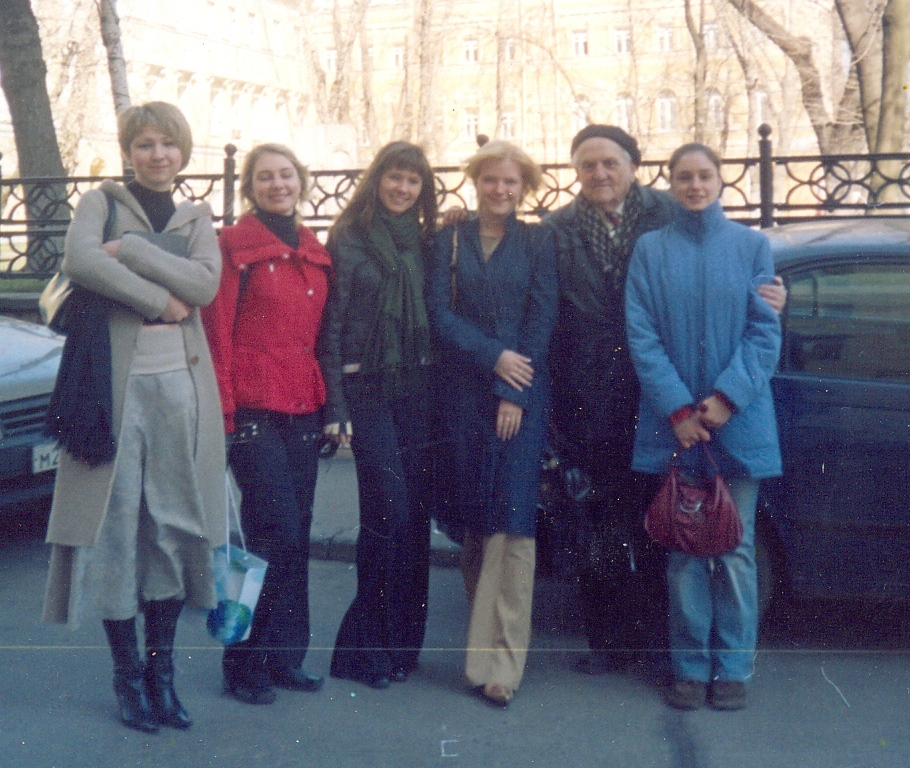
Профессор А. С. Лурье со студентами МГЛУ (2004)

1. Лурье А. С. Применение проекционной аппаратуры при обучении практике устной и письменной речи на младших курсах языковых вузов. Тезисы конференции по использованию ТС при обучении иностранным языкам. — М.: Изд. I МГПИИЯ, 1959, с. 54-56.
2. Лурье А. С. Сравнительная эффективность программированных упражнений на базе технических средств с аудиторной проработкой того же материала (в соавт.). Тезисы докладов межвузовской конференции по методике преподавания иностранных языков в вузе. — М.: Изд. I МГПИИЯ, 1963, 18-19.
3. Лурье А. С. Устные тренировочные упражнения по практике иностранного языка, проводимые с помощью ТСО (в соавт.). Тезисы докладов межвузовской конференции по методике преподавания иностранных языков в вузе. — М.: Изд. I МГПИИЯ, 1963, с. 58-60.
4. Лурье А. С. Применение технических средств в преподавании практики иностранных языков. Доклад на I Всесоюзной конференции по применению технических средств в учебном процессе (в соавт.). Сборник Сборник «Применение технических средств и программированного обучения в средней и высшей школе» АПН РСФСР, том II. — М., Изд. «Просвещение», 1963, с. 256—267.
5. Лурье А. С. О методике проведения частично программированных аудиторно-лабораторных упражнений. Тезисы докладов 6 Методических чтений. — М.: Издательство МГПИИЯ, 1970.
6. Лурье А. С. Некоторые вопросы организации работы в аудиовизуальных кабинетах. Тезисы докладов научно-методической конференции. — М.: Изд. МГПИИЯ, 1971.
7. Сегаль М. М., Лурье А. С. Методические требования к фоно-материалам, используемых в аудиторной и самостоятельной работе студентов. Материалы межвузовского совещания в Риге. — М.: Изд. Латвийского Государственного Университета, 1971.
8. Lurje A.S. Lehrer und technische Medien im Fremdsprachenunterricht an den Sprachhochschulen. Lehrer und Lernende im Deutschunterricht: Kongressbericht der VI. Internationalen Deutschlehrertagung vom 4-8. August 1980 in Nürnberg, 1981.
9. Lurje A.S. Zu einigen aktuellen Problemen des Einsatzes von technischen Lehr- und Lehrnmitteln in der sprachpraktischenAusbildung von Germanistikstudenten. 25 Jahre Germanistikstudium im Herder-Institut: Konferenzmaterial der internationalen Arbeitstagung des Herder-Instituts, Leipzig, 1982, Heft 1.
10. Lurje A.S. Partnerübungen in der Sprachlehranlage. Kongressberichte der VII Internationalen Deutschlehrertagung in Budapest. Internationale Deutschlehrertagung (IDT), 1983.
11. Lurje A.S. Zu einigen Problemen des komplexen Einsatzes von technischen Lehr- und Lehrnmitteln im Deutschunterricht an den Sprachhochschulen. Sektionsreferate der VIII Internationalen Deutschlehrertagung in Bern. Internationale Deutschlehrertagung (IDT), 1986.
12. Lurje Abram. Interkulturelle Aspekte des Videoprojektes «Streiflichter aus Deutschland». Interkulturelle Dimensionen der Fremdsprachenkompetenz: Dokumentation der 18. Arbeitstagung 1994. S. 168—172. Ed. Erwing Ambros and Irene Werner. Bochum: AKS-Verlag, 1996. (оглавление списка тезисов)

### Методические пособия и сборники
1. Программированные магнитофонные упражнения по лексике немецкого языка: (Пособие для преподавателей) / Ред.-сост. А. С. Лурье, П. А. Шифрина; М-во высш. и сред. спец. образования СССР. Моск. гос. пед. ин-т иностр. языков им. Мориса Тореза. Лаб. устной речи. Кафедра лексикологии и стилистики нем. яз. — Москва: [б. и.], 1972. — 126 с.
2. Вопросы методики использования технических средств в обучении иностранным языкам в вузах: [Сб. статей / Отв. ред. к. п. н., доц. Л. С. Лурье]. — Москва: МГПИИЯ, 1979. — 212 с. — (Сборник научных трудов / Моск. гос. пед. ин-т иностр. яз. им. Мориса Тореза; Вып. 144).
3. Задания по лексике немецкого языка для работы в электронном классе (для II курса). Вар. А и Б. / Ред. — Лурье А. С., Шифрина П. А. — М.: Изд. МГПИИЯ, 1977.
4. Лабораторные задания по общественно-политической лексике для работы в электронном классе на IV и V курсах (немецкий язык). Вар. А и Б. / Ред. — Райхштейн А. Д., Лурье А. С. — М.: Изд. МГПИИЯ, 1977.
5. Лабораторные задания для работы с учебными кинофильмами на немецком языке (для II—III курсов факультета немецкого языка) // Составители: В. И. Иванова-Цыганова, А. С. Лурье. — М.: Типография МГПИИЯ им. М.Тореза, 1979. — 75 с.
6. Немецко-русский лексический минимум методических терминов // Составители: Х. Вюстенек, И. Гарски, Н. И. Гез, И. А. Жучковой, В. Каспар, А. С. Лурье. — М.: Типография МГПИИЯ им. М.Тореза, 1980.
7. Методические указания к темам 2-го курса по практике устной речи с использованием ТСО (немецкий язык) // Составители: А. С. Лурье, И. И. Халеева. — М.: Типография МГПИИЯ им. М.Тореза, 1981. — 44 с.
8. Русско-немецкий лексический минимум методических терминов // Составители: Х. Вюстенек, И. Гарски, Н. И. Гез, И. А. Жучковой, В. Каспар, А. С. Лурье. — М.: Типография МГПИИЯ им. М.Тореза, 1982. — 68 с.
9. Использование телевидения для совершенствования профессионально-педагогической подготовки студентов / [Редкол.: А. С. Лурье (отв. ред.) и др.]. — М.: Б. и., 1984. — 203 с. — (Сборник науч. трудов: Моск. гос. пед. ин-т иностр. яз. им. Мориса Тореза).
10. Методические указания к учебным телефильмам по практике устной и письменной речи (немецкий язык). Части I и II // Составитель: А. С. Лурье. — М.: Типография МГПИИЯ им. М.Тореза, 1988. — 74 с.(I), 75 с. (II)
11. Видеоматериалы для обучения немецкому языку. Серия «По Германии». Видеофильм "Ландшафты Германии (30 мин.) и сопроводительное пособие по нему. М, 1995, с. 1-56.
12. Keines Wörterbuch fremdsprachenmethodischer Termini (russisch-deutsch) // Redakteure: Wüsteneck Helga, Garski I., Luje A.S., Ges N.I., Zhutschkova I.A., Kaspar W. Humboldt-Universität zu Berlin, 1983.

### Реценции и обзоры
1. Карпов К. Б., Лурье А. С. Программированное обучение и языковая лаборатория (рецензия на книгу К. Бунга). Иностранные языки в высшей школе, № 3, 1968.
2. Городникова М. Д., Белякова Л. Д., Лурье А. С. О 2-м Международном конгрессе преподавателей немецкого языка в Лейпциге. Иностранные языки в школе, 1970, № 1.
3. Лурье А. С. Рецензия на аудиовизуальные материалы учебного комплекса «Hallo, Nachbarn!», 1995—1999, ч. 1-3 (публикация 11.2000) (курс для этнических немцев РФ и членов их семей, предназначенный для освоения базы немецкого языка)